# ترجمة
التَّرْجَمَة أو النَّقْل هي عملية تحويل نص أصلي مكتوب (ويسمى النص المصدر) من اللغة المصدر إلى نص مكتوب (النص الهدف) في اللغة الأخرى. فتعد الترجمة نقلا للحضارة والثقافة والفكر.
تنقسم الترجمة إلى ترجمة كتابية وتحريرية ونصية وترجمة فورية وشفوية وسماعية.
لا تكون الترجمة في الأساس مجرد نقل كل كلمة بما يقابلها في اللغة الهدف ولكن نقلا لقواعد اللغة التي توصل المعلومة ونقلا للمعلومة ذاتها ونقلا لفكر الكاتب وثقافته وأسلوبه أيضاً، لكن اختلفت النظريات في الترجمة على كيف تنقل هذه المعلومات من المصدر إلى الهدف، فوصف جورج ستاينر نظرية ثالوث الترجمة: الحرفية (أو الكلمة بالكلمة) والحرة (الدلالة بالدلالة) والترجمة الأمينة.
وتعتبر الترجمة فناً مستقلاً بذاته حيث إنه يعتمد على الإبداع والحس اللغوي والقدرة على تقريب الثقافات وهو يمكن جميع البشرية من التواصل والاستفادة من خبرات بعضهم البعض. فهي فن قديم قدم الأدب المكتوب. فقد تُرجمت أجزاء من ملحمة جلجامش السومرية، من بين أقدم الأعمال الأدبية المعروفة، إلى عدة لغات آسيوية منذ الألفية الثانية قبل الميلاد.
ومع ظهور الحواسب، جرت محاولات لاستخدام الحاسوب أو ترجمة النصوص من اللغة الطبيعية بالترجمة الآلية أو لاستخدام الحاسوب كوسيلة مساعدة للترجمة، الترجمة بمساعدة الحاسوب.

## تاريخ الترجمة عند العرب

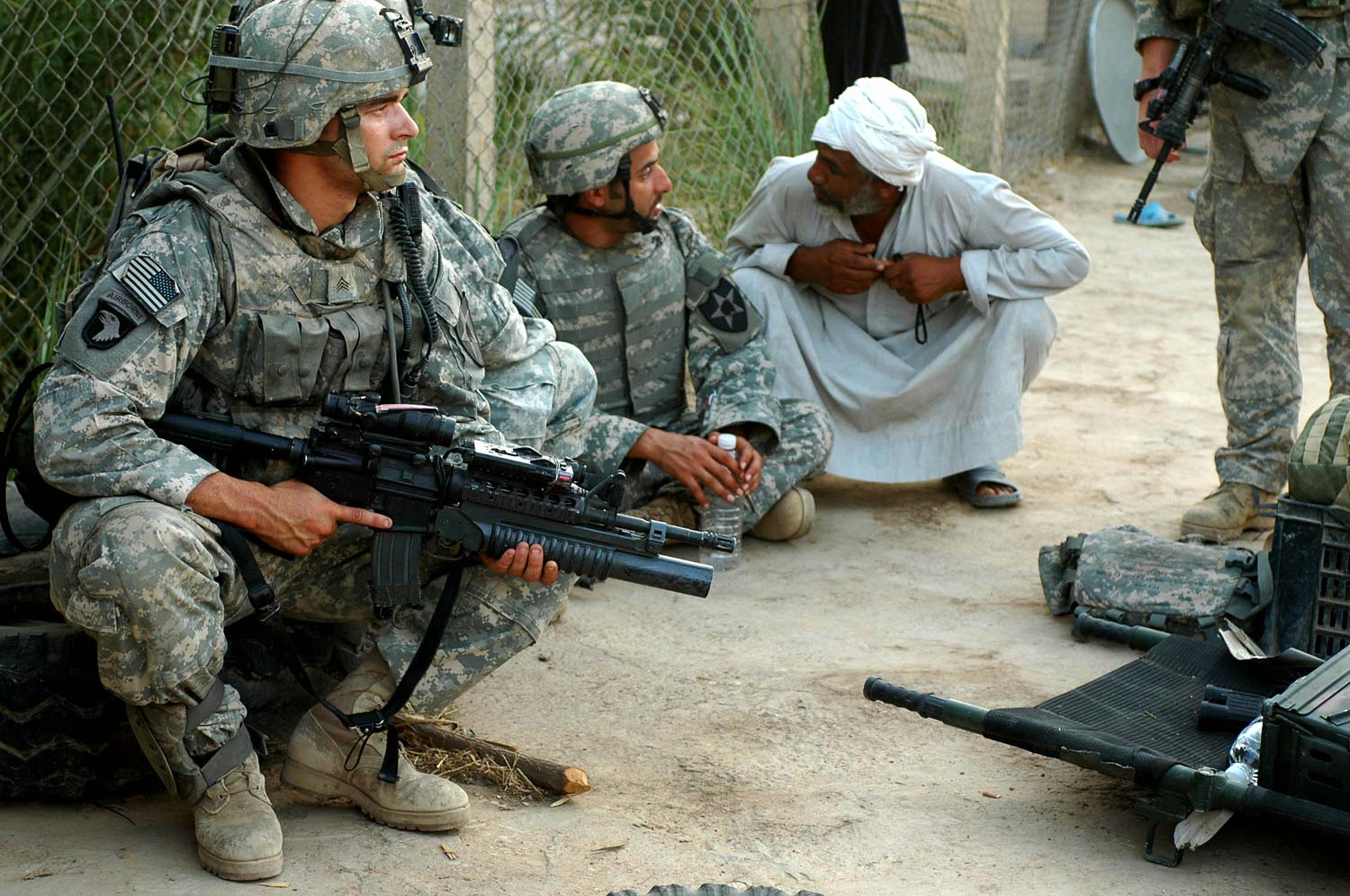
مترجم يعمل مع جنود أمريكان في العراق

عرف العرب الترجمة منذ أقدم عصورهم، ولقد أشار الدكتور عبد السلام كفافي في كتابه «في الأدب المقارن» إلى أن العرب كانوا «يرتحلون للتجارة صيفًا وشتاء ويتأثرون بجيرانهم في مختلف نواحي الحياة، لقد عرفوا بلاد الفرس، وانتقلت إليهم ألوان من ثقافتهم. وانتقلت بعض الألفاظ الفارسية إلى اللغة العربية، وظهرت في شعر كبار الشعراء، وكان الأعشى من أشهر من استخدموا في شعرهم كلمات فارسية. كذلك عرف البعض جيرانهم البيزنطيين.»
إذن احتك العرب منذ الأزل بالشعوب الثلاثة المحيطة بهم، وهي الروم في الشمال والفرس في الشرق والأحباش في الجنوب، ومن الصعب قيام مثل هذه الصلات الأدبية والاقتصادية دون وجود ترجمة، وإن كانت في مراحلها البدائية.
وفي زمن الدولة الأموية، تمت ترجمة الدواوين، واهتم بحركة الترجمة الأمير خالد بن يزيد بن معاوية بن أبي سفيان.
الترجمة في العصر العباسي كانت بعد الفتوحات العربية، واتساع رقعة الدولة العربية نحو الشرق والغرب، واتصال العرب المباشر بغيرهم من الشعوب المجاورة وفي مقدمتهم الفرس واليونان ولا سيما في العصر العباسي، ازدادت الحاجة إلى الترجمة، فترجم العرب علوم اليونان، وبعض الأعمال الأدبية الفارسية، فترجموا عن اليونانية علوم الطب والفلك والرياضيات والموسيقى والفلسفة والنقد.
وبلغت حركة الترجمة مرحلة متطورة في عصر الخليفة هارون الرشيد وابنه المأمون، الذي يروى أنه كان يمنح بعض المترجمين مثل حنين بن إسحاق ما يساوي وزن كتبه إلى العربية ذهبًا، ومن المعروف أن المأمون أسس بيت الحكمة في بغداد بهدف تنشيط عمل الترجمة، ومن المعروف أن حنين بن إسحق ترجم وألّف الكثير من الكتب وفي علوم متعددة، وتابع ابنه إسحق بن حنين بن إسحق هذا العمل.
ففي القرن التاسع الميلادي، قام العرب بترجمة معظم مؤلفات أرسطو، وهناك مؤلفات كثيرة ترجمت عن اليونانية إلى العربية، وضاع أصلها اليوناني فيما بعد، فأعيدت إلى اللغة اليونانية عن طريق اللغة العربية أي أنها لو لم تترجم إلى اللغة العربية لضاعت نهائيًا.
وكان المترجمون من أمثال حنين بن اسحق وثابت بن قرة يتقنون اللغة العربية والسريانية وكذلك العلوم التي يترجمونها. وكان حنين بن اسحق قد عاش فترة في اليونان بهدف دراسة اللغة اليونانية، وكان يترجم الجملة بجملة تطابقها في اللغة العربية، ولا يترجم كل مفردة على حدة، كما ترجم يوحنا بن البطريق وابن الحمصي وغيرهما. وكذلك فإن الطريقة التي اتبعها حنين بن اسحق هي الأفضل. من بين الكتب التي ترجمها حنين بن إسحق كتاب «الأخلاق» لأرسطو، وكتاب «الطبيعة» للمؤلف نفسه. وكان العرب في العصر العباسي يهتمون بدقة الترجمة ولهذا ظهرت عدة ترجمات لنص واحد، فعلى سبيل المثال ترجم أبو بشر متى بن يونس كتاب «الشعر» لأرسطو (384-322) ثم ترجمه مرة ثانية يحيى بن عدي. فتكرار الترجمة يدل على الحرص على دقتها.
ترجمة كتاب «كليلة ودمنة»: ترجمهُ عبد الله بن المقفع نحو 750، ألف كتاب «كليلة ودمنة» باللغة السنسكريتية الفيلسوف الهندي بيدبا وقدمه هدية لملك الهند دبشليم الذي حكم الهند بعد مرور فترة من فتح الاسكندر المقدوني لها، وكان ظالمًا ومستبدًا، فألف الحكيم بيدبا الكتاب من أجل إقناعه بالابتعاد عن الظلم والاستبداد، وبهدف إسداء النصيحة الأخلاقية. والكتاب يحوي مجموعة من الأمثال على ألسنة الحيوانات.
وقام الطبيب الفارسي برزوية بنقل الكتاب من بلاد الهند وساهم بترجمته من السنسكريتية إلى الفارسية في عهد كسرى أنو شروان ووزيره بزرجمهر، الذي كان له دور كبير في تأليف وترجمة الكتاب.
وقام عبد الله بن المقفع وهو فارسي الأصل في عهد الخليفة أبي جعفر المنصور بترجمته من الفارسية إلى العربية وأضاف إليه بعض الأشياء، وكان هدف عبد الله بن المقفع من ترجمة «كليلة ودمنة» تقديم النصيحة للمنصور للكف عن ظلم العباد، فأراد ابن المقفع من كتابه الإصلاح الاجتماعي، والتوجيه السياسي، والنصح الأخلاقي. ولكنه نفسه لم ينج من الظلم فقتله الخليفة.
ولقد حدث أن أعيدت ترجمة كتاب «كليلة ودمنة» إلى اللغة الفارسية عن النص العربي، لضياع الترجمة الفارسية وهو الأمر نفسه الذي حدث لبعض النصوص الإغريقية وكانت لغة عبد الله بن المقفع جميلة بعيدة عن الابتذال وتمت الترجمة، كما هو معروف عن لغة وسيطة، لأن الكتاب بالأصل كتب باللغة الهندية القديمة، وليس باللغة الفارسية.
وجرت على الكتاب بعض التعديلات قام بها الطبيب الفارسي برزوية أثناء الترجمة إلى الفارسية وكذلك أضاف الوزير الفارسي بزرجمهر بعض الأشياء إلى الكتاب مثل ما يخص بعثة برزوية إلى بلاد الهند، وأثناء الترجمة من الفارسية إلى العربية أضاف عبد الله بن المقفع بعض الأشياء، ولقد أشار إلى هذه الأمور فاروق سعد في مقدمته لكتاب كليلة ودمنة.
وبالوقت ذاته بدأت الترجمة في العصر العباسي من اللغة العربية إلى اللغات الأجنبية، ولقد أشار المستشرقون إلى دور العرب في الحضارة الأوروبية، في هذه الفترة. كما أشار بعض الأدباء الغربيين إلى فضل علوم العرب على الغرب نذكر من هؤلاء الأديب الألماني غوته (1749-1832).
| ترجمة | ولا بد للترجمان من أن يكون بيانه في نفس الترجمة، في وزن علمه في نفس المعرفة، وينبغي أن يكون أعلم الناس باللغة المنقولة والمنقول إليها، حتى يكون فيهما سواء وغاية، ومتى وجدناه أيضاً قد تكلم بلسانين، علمنا أنه قد أدخل الضيم عليهما، لأن كل واحدة من اللغتين تجذب الأخرى وتأخذ منها، وتعترض عليها، وكيف يكون تمكن اللسان منهما مجتمعين فيه، كتمكنه إذا انفرد بالواحدة، وإنما له قوة واحدة، فإن تكلم بلغة واحدة استفرغت تلك القوة عليهما، وكذلك إن تكلم بأكثر من لغتين، وعلى حساب ذلك تكون الترجمة لجميع اللغات، وكلما كان الباب من العلم أعسر وأضيق، والعلماء به أقل، كان أشد على المترجم، وأجدر أن يخطئ فيه، ولن تجد البتة مترجماً يفي بواحد من هؤلاء العلماء. | ترجمة |

## أسس الترجمة

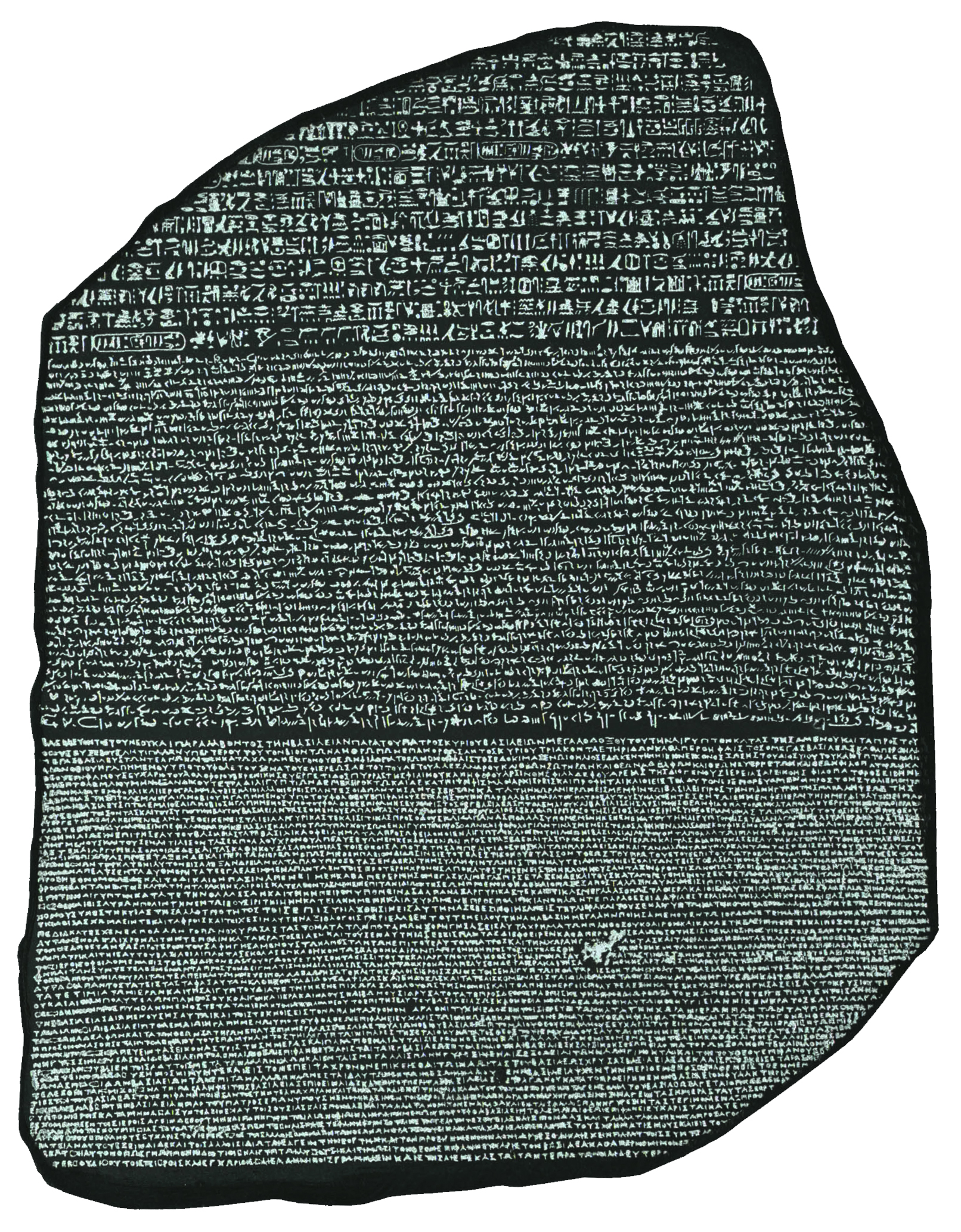
حجر رشيد

- نقل المعنى (وليس نقل الكلمات نقلاً حرفياً وإلا لن نستطيع نقل الشعر أو الأمثال أو التشبيهات المجازية والاستعارية).
- نقل الغلاف اللغوي الذي يغلف المعنى (بمعنى نقل الزمن سواء ماضي أو مضارع (المضارع ليس زمناً وإنما هو صيغة. أما الأزمنة فهي الماضي والحاضر والمستقبل) إلى آخره، ومدلولات الزمن والنحو تضيف للمعنى وتعززه وبالتالي كلما تعمق المترجم في فهم الجملة كلما وجد أدلة ومفاتيح تثبت وتؤكد صحة ترجمته أو تقوده للأصح).
- نقل الأسلوب (نقل أسلوب الكاتب أو المتحدث وتشبيهاته والصور الجمالية المستخدمة ونقلها من خلال حضارة اللغة الهدف حتى تصبح مستساغة ومفهومة).

إن القيام بعملية الترجمة مع مراعاة النقاط السابقة بالترتيب المذكور يجعل الترجمة في أدق ما يمكن. ولكن هناك سؤال هام يطرح نفسه، هل الترجمة علم أم فن؟

## الترجمة علم وفن
- يجب تعلم معاني الكلمات والمصطلحات والعبارات.
- يجب تعلم قواعد كلتا اللغتين النحوية والاستفادة من مميزات كل لغة لتظهر ترجمة جيدة لا يستطيع أحد تمييز إن كانت الأصل أو الترجمة.
- تعلم الصور والتشبيهات البلاغية ومعرفة مقابلها في اللغة الهدف.
- تعلم أو معرفة حضارة وثقافة كلتا اللغتين لأن هذا يعتبر النكهة التي تجعل للكلمات مذاقاً أصيلاً.
- التفنن في النقل وإظهار مواطن الجمال في كلتا اللغتين.
- الإبداع في إيجاد الكلمات الملائمة والتي تعبر عن قصد الكاتب أو المتحدث الحقيقي.

وبهذا تكون الترجمة علماً، ومع الخبرة والممارسة تصبح فناً وإبداعاً وعملاً يجعل القائم عليه يستمتع به.

## أنواع الترجمة

ترجمة المادة الإعلامية إلى اللغة العربية

- ترجمة تحريرية: هي ترجمة نص مكتوب إلى نص مكتوب بلغة أخرى.
- ترجمة تتبعية: هي عندما يستمع المترجم للمتحدث وبعد أن يصمت المتحدث يبدأ المترجم بإعادة ما قاله المتحدث باللغة المترجم لها، وعادة يستخدم هذا النوع من الترجمة في المقابلات بين رؤساء الدول وكبار المسؤولين.

1. ترجمة فورية: هي ترجمة حديث بعض الناس بحيث يضع المترجم سماعة يستمع من خلالها للمتحدث وفي نفس الوقت يترجم إلى اللغة الأخرى، ويعد هذا النوع أصعب أنواع الترجمة على الإطلاق حيث إنه لا يستحمل الأخطاء أو التفكير ولا بد من أن يكون المترجم متقنا لكلتا اللغتين، ويستخدم هذا النوع من الترجمة في البرامج التلفزيونية المباشرة التي يستضاف فيها أجانب كما نشاهد عادة في قناة الجزيرة والعربية.

- ترجمة الأفلام: هذا نوع مختلف من الترجمة يعتمد على ترجمة اللهجة العامية أو اللغة الدارجة للمتحدثين، وهنا تكمن صعوبة إيجاد المقابل الثقافي لكل كلمة في اللغة المترجم إليها، حيث إن اختلاف الثقافات والحضارات هو الذي يحكم وجود كلمات بعينها في لغة ما. وقد يعتمد المترجم على مهاراته السمعية في الترجمة أحياناً حيث إنه قد لا يتوفر النص المكتوب للفيلم، وقد يتوفر النص ولكن عدم مشاهدة الأحداث تشكل صعوبة في الترجمة حيث لا يستطيع المترجم التمييز بين المذكر والمؤنث في الأفلام الناطقة باللغة الإنجليزية وذلك لطبيعة اللغة الحيادية، وفي أفضل الحالات يتوفر للمترجم النص المكتوب وشريط الفيلم وقد تكون هذه حالة مثالية نادراً ما تحدث.

يوجد تقسيم آخر للترجمة وهو:
- الترجمة ضمن اللغة الواحدة: وتعني هذه الترجمة أساساً إعادة صياغة مفردات رسالة ما في إطار نفس اللغة. ووفقا لهذه العملية، يمكن ترجمة الإشارات اللفظية بواسطة إشارات أخرى في نفس اللغة، وهي تعتبر عملية أساسية نحو وضع نظرية وافية للمعنى، مثل عمليات تفسير القرآن الكريم.
- الترجمة من لغة إلى أخرى: وتعني هذه الترجمة ترجمة الإشارات اللفظية لإحدى اللغات عن طريق الإشارات اللفظية للغة أخرى. وما يهم في هذا النوع من الترجمة ليس مجرد مقارنة الكلمات ببعضها وحسب، بل تكافؤ رموز كلتا اللغتين وترتيبها. أي يجب معرفة معنى التعبير بأكمله.
- الترجمة من علامة إلى أخرى: وتعني هذه الترجمة نقل رسالة من نوع معين من النظم الرمزية إلى نوع آخر دون أن تصاحبها إشارات لفظية، وبحيث يفهمها الجميع. ففي البحرية الأمريكية على سبيل المثال، يمكن تحويل رسالة لفظية إلى رسالة تُبلغ بالأعلام، عن طريق رفع الأعلام المناسبة[4]

## مشاكل الترجمة
يجمع دارسو الترجمة ومُمارسوها على أن من أعظم مشاكل الترجمة هي عجز المترجم - أياً كان - في توصيل المعنى الدقيق لأية مفردة في النص الذي يريد نقله إلى لغة أخرى، وترجع هذه المشكلة إلى عدة عوامل، أهمها:
- أن كل لغة تحمل في طياتها العديد من المرادفات التي تختلف في معانيها اختلافاً طفيفاً عن بعضها البعض، ويقول الكثيرون بأنه لو لم يختلف المرادف (أ) عن المرادف (ب) لما وجد الاختلاف في شكل الكلمة ولا هيئتها.
- إن كل لغة لا بد وأنها تنتمي إلى ثقافة معينة، وبالتالي فإن المترجم قد ينقل الكلمة إلى لغة أخرى ولكنه لن يستطيع أن ينقل ثقافة هذه الكلمة نقلًا فعالًا بحيث ينقل تصور صاحب الكلمة الأصلية إلى اللغة المستهدفة في الترجمة. وقد تؤدي تلك الاختلافات اللغوية (أو حتى اللهجية) على مستوى المفردة إلى إشكاليات كبيرة، كما حدث للمترجم في يوم ذي قار حين ترجم كلمة (مها) العربية إلى «كوان» (بقر) الفارسية.
- إن كل لغة ذات طابع خاص في تركيب الجملة وترتيب مفرداتها (أي، القواعد) فمثلاً، اللغة العربية تحمل في طياتها الجملة الاسمية والجملة الفعلية، بينما لا توجد الجملة الفعلية في اللغة الإنجليزية على سبيل المثال، فكل الجمل الإنجليزية هي جمل اسمية فهي تبدأ بفاعل وليس بفعل، وبالتالي فإن اختلاف التراكيب القواعدية للغات يجعل من مشكلات الترجمة عدم وجود مقاييس واضحة لنقل التراكيب، هذا بعد النقل الناجح للكلمة واختيار المرادف المناسب ذو المعنى القريب للكلمة، والتي يجب أيضاً أن تتحلى بثقافة اللغة الهدف حتى يصل المعنى صحيحاً دقيقاً وسليماً من الثقافة المصدر لعملية الترجمة.